# 64e cérémonie des Writers Guild of America Awards
La 64e cérémonie des Writers Guild of America Awards (WGA Awards), organisée par la Writers Guild of America, a eu lieu le 19 février 2012 et a récompensé les meilleurs scénaristes de cinéma et de télévision pour des films sortis en 2011.

## Palmarès

### Cinéma

#### Scénario original
- Minuit à Paris (Midnight in Paris) – Woody Allen
  - 50/50 – Will Reiser
  - Mes meilleures amies (Bridesmaids) – Kristen Wiig et Annie Mumolo
  - Les Winners (Win Win) –  scénario : Thomas McCarthy ; histoire : Thomas McCarthy et Joe Tiboni
  - Young Adult – Diablo Cody

#### Scénario adapté
- The Descendants – Alexander Payne, Nat Faxon et Jim Rash, d'après The Descendants de Kaui Hart Hemmings
  - La Couleur des sentiments (The Help) – Tate Taylor, d'après La Couleur des sentiments (The Help) de Kathryn Stockett
  - Hugo Cabret (Hugo) – John Logan, d'après L'Invention de Hugo Cabret (The Invention of Hugo Cabret) de Brian Selznick
  - Millénium, les hommes qui n'aimaient pas les femmes (The Girl with the Dragon Tattoo) – Steven Zaillian, d'après Les Hommes qui n'aimaient pas les femmes (Män som hatar kvinnor) de Stieg Larsson
  - Le Stratège (Moneyball) – Aaron Sorkin et Steven Zaillian, d'après l'histoire de Stan Chervin adaptée de Moneyball: The Art of Winning an Unfair Game de Michael Lewis

#### Film documentaire
- Better This World – Katie Galloway et Kelly Duane de la Vega
  - If a Tree Falls: A Story of the Earth Liberation Front – Marshall Curry et Matthew Hamachek
  - Nostalgie de la lumière (Nostalgia de la Luz) – Patricio Guzmán
  - Pina – Wim Wenders
  - Stand van de Sterren – Hetty Naaijkens, Retel Helmrich et Leonard Retel Helmrich
  - Senna – Manish Pandey

### Télévision

#### Série télévisée dramatique
- Breaking Bad — Sam Catlin, Vince Gilligan, Peter Gould, Gennifer Hutchison, George Mastras, Thomas Schnauz, Moira Walley-Beckett

#### Série télévisée comique
- Modern Family — Cindy Chupack, Paul Corrigan, Abraham Higginbotham, Ben Karlin, Elaine Ko, Carol Leifer, Steven Levitan, Christopher Lloyd, Dan O’Shannon, Jeffrey Richman, Brad Walsh, Ilana Wernick, Bill Wrubel, Danny Zuker

#### Nouvelle série télévisée
- Homeland — Henry Bromell, Alexander Cary, Alex Gansa, Howard Gordon, Chip Johannessen, Gideon Raff, Meredith Stiehm

#### Épisode dramatique
- Box Cutter – Breaking Bad — Vince Gilligan
- The Good Soldier – Homeland — Henry Bromell

#### Épisode comique
- Caught in the Act – Modern Family —  Steven Levitan et Jeffrey Richman

#### Mini-série ou téléfilm (original)
- Cinema Verite — David Seltzer

#### Mini-série ou téléfilm (adapté)
- Too Big to Fail - Peter Gould

#### Série télévisée d'animation
- Homer the Father – Les Simpson — Joel H. Cohen